# 平和堂印刷
平和堂印刷（へいわどういんさつ）は、愛知県常滑市にある印刷会社。
1936年（昭和11年）に印刷会社として創業。現在ではCTP、ハイデル社のSM等を導入、カラーマネジメントに特化し小ロット印刷を事業主体とする。現在は従来の印刷業以外にWeb事業にも参入している。
滋賀県を中心にスーパーマーケットを展開する企業の平和堂とは無関係である。

## 沿革
- 1936年（昭和11年） - 平和堂印刷創業。
- 2004年（平成16年） - i1導入。
- 2006年（平成18年） - 現住所へ移転。
- 2006年（平成18年） - CTP導入。
- 2007年（平成19年） - Web事業参入。
- 2010年（平成22年） - オンデマンド機導入。